# Michael Biegler

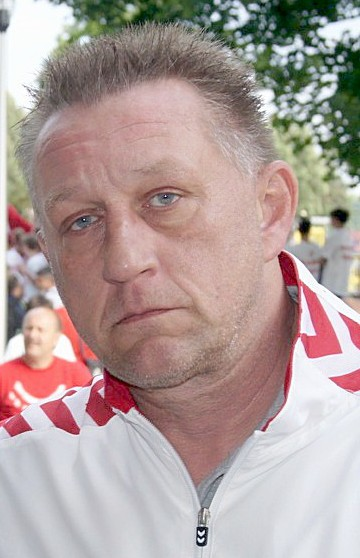
Michael Biegler, 2013.

Michael "Beagle" Biegler, född 5 april 1961 i Leichlingen, är en tysk handbollstränare och tidigare handbollsspelare. Han har bland annat varit förbundskapten för Polens herrlandslag (2012–2016). Sedan 2023 är han tränare för damlaget Bayer 04 Leverkusen.

## Tränaruppdrag i urval
- LTV Wuppertal (assisterande, 1985–1989)
- OSC Dortmund (assisterande, 1989–1990)
- TSV Bayer Dormagen (assisterande, 1990–1994)
- Tysklands herrlandslag (assisterande, 3/1993–8/1996)
- VfL Gummersbach (1994–1997)
- GWD Minden (1997–1/1999)
- VfL Hameln (3/2000–11/2000)
- TSG Friesenheim (1/2001–2002)
- Frisch Auf Göppingen (assisterande, 2002–11/2003)
- Wilhelmshavener HV (11/2003–1/2008)
- SC Magdeburg (2/2008–2009)
- TV Großwallstadt (1–12/2010)
- Polens herrlandslag (10/2012–1/2016)
- HSV Hamburg (2015–1/2016)
- Tysklands damlandslag (4/2016–12/2017)
- Ukrainas herrlandslag (8/2021–1/2022)

## Meriter i urval
- VM-brons 2015 med Polens herrlandslag